# 食堂車 (ラインバーン)

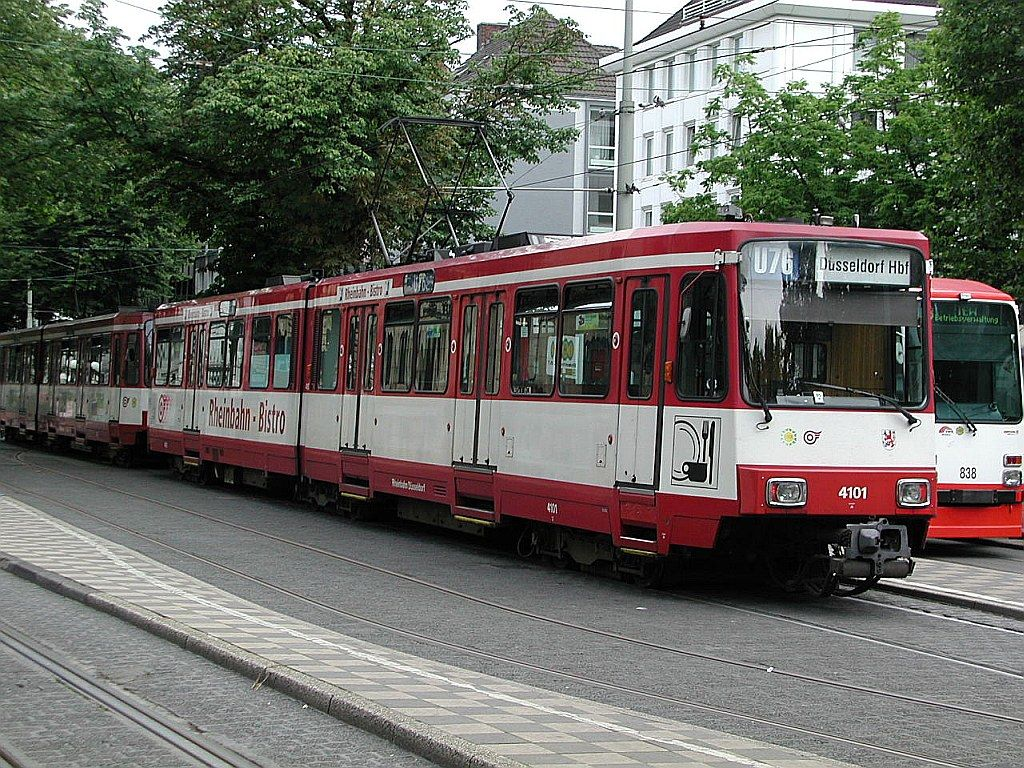
クレーフェルト方面用食堂車

この項目では、かつてドイツのデュッセルドルフや近隣都市（クレーフェルト、デュイスブルク）を結ぶ路面電車およびシュタットバーン網で運行していた食堂車（Speisewagen）について解説する。一般利用者を対象に飲食物を提供する定期列車として運行され、第二次世界大戦前から長い歴史を有していたが、採算性を始めとした問題から2014年をもって営業運転を終了し、2016年に正式な廃止が発表された。

## 概要・歴史

### クレーフェルト方面
ライン川を渡り、デュッセルドルフとクレーフェルトを結ぶデュッセルドルフ・シュタットバーンのU76号線、通称Kバーンは、1898年に開通したヨーロッパ初の都市間電気鉄道（インターアーバン）である。この路線に食堂車が登場されたのは第一次世界大戦期や終戦後の混乱を経て、橋梁の改修工事など再度の発展を遂げ始めた1924年であった。当初は試験的な導入であったが、利用客から高い評価を得た事で本格的な営業運転が始まった経緯を持つ。当初導入された食堂車は4両の付随車（Bw 1069 - 1072）で、車内にはテーブル付きの座席や調理室が存在し、軽食や飲料が利用客に提供された。運営は当初デュッセルドルフのホテルであるブライデンバッハーホフが担当したが、後年にホテルの従業員が独立した企業を立ち上げ運営権を継承した。
第二次世界大戦時は一時的に運行が停止されたが、戦後の1948年から食堂車の運行が再開され、1953年には新たに2両の食堂付随車（Bw 1201 - 1202）が製造され、従来の車両を置き換えた。だが、収入性の低さが理由となって1962年をもって運営事業者は食堂車事業から撤退し、クレーフェルト方面への長距離路線における食堂車は一時姿を消した。食堂付随車については連接車に改造する過程で供食設備の撤去が実施された。
その後、1988年に路面電車から高規格のシュタットバーンに転換されたKバーン改めU76号線へ再度食堂車が導入される事となり、供食設備が設置されたシュタットバーン向け2車体連接車が同年に作られた後、1989年4月1日からクレーフェルト方面の食堂車が復活した。従来の車両と同様、これらの新造車にもテーブル付きの座席や小型の調理室、飲料が収納された冷蔵庫が設置され、平日に40分間隔の特定ダイヤで運行された。導入された車両数は4両（4101 - 4104）であったが、そのうち通常の営業運転に用いられたのは3両で、残る1両は予備車として車庫に待機していた。
特定のダイヤで運行されていた事から多くの固定客を獲得し、長年に渡り運行していたが、他の公共交通機関との競争の中で食堂車の利用客は年々減少し、更に水タンクの大規模修繕の必要性、毎日の清掃などのメンテナンスの手間も大きな課題となった。その結果、運営事業者が撤退した事でシュタットバーンにおける食堂車も2014年12月23日をもって営業運転を休止し、以降同路線を運営するラインバーンは新たな事業者を模索していたものの、2016年に同社は食堂車の正式な廃止を発表した。以降、この運用に使われていた4両については一般車と同様の設備への改造を受けている。

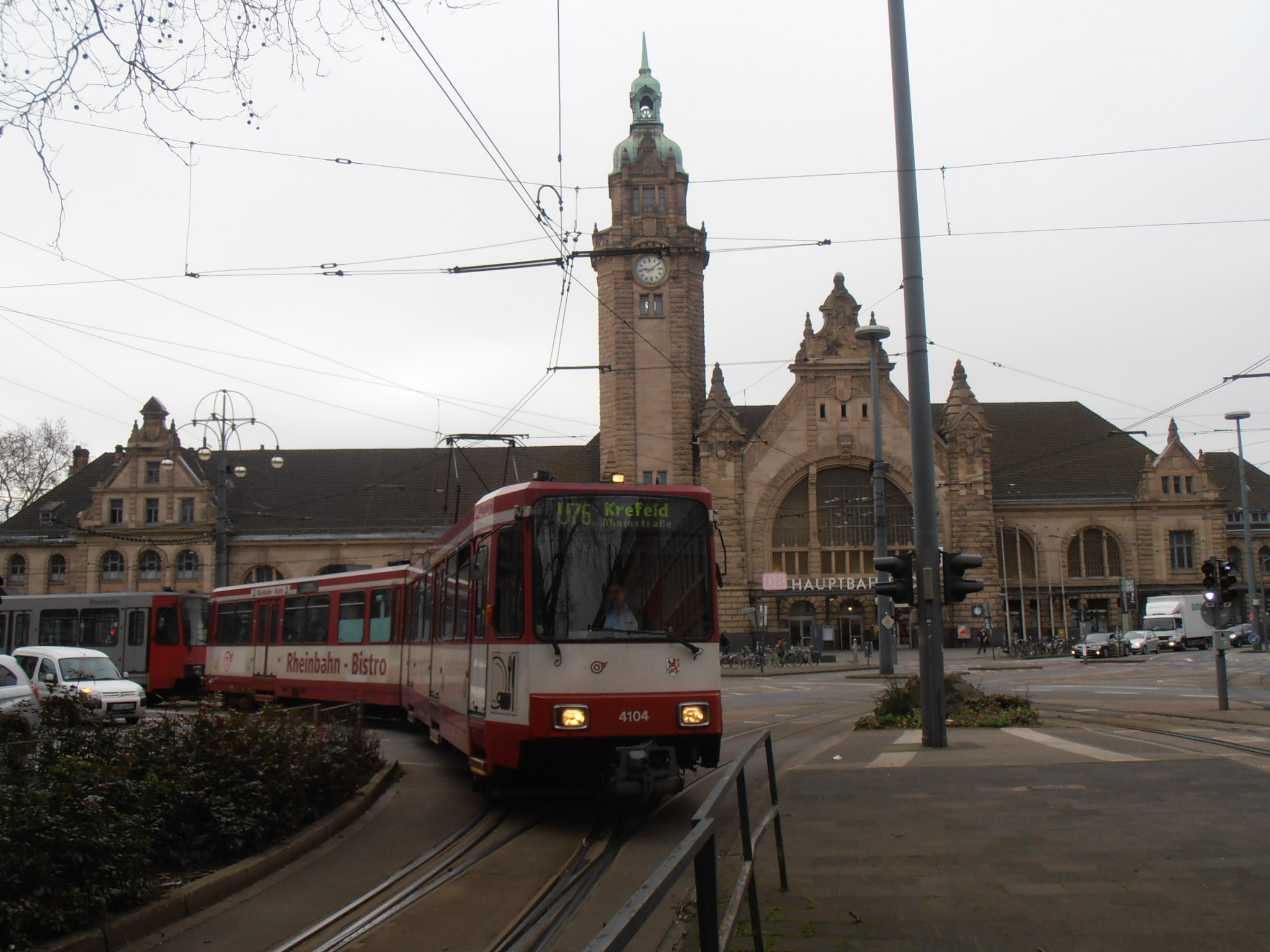
シュタットバーンの食堂車（2014年撮影）
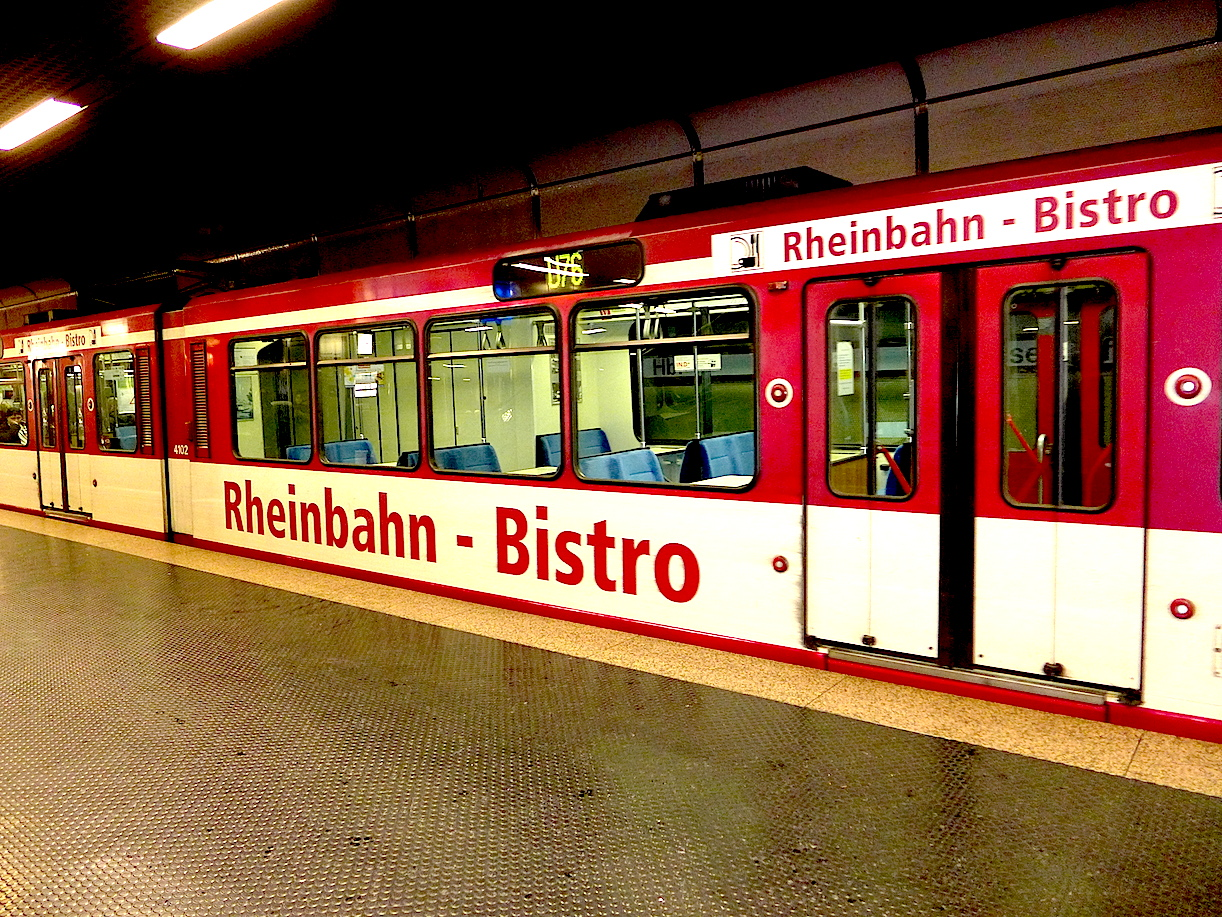
側面には「Rhinebahn - Bistro」の文字が描かれていた
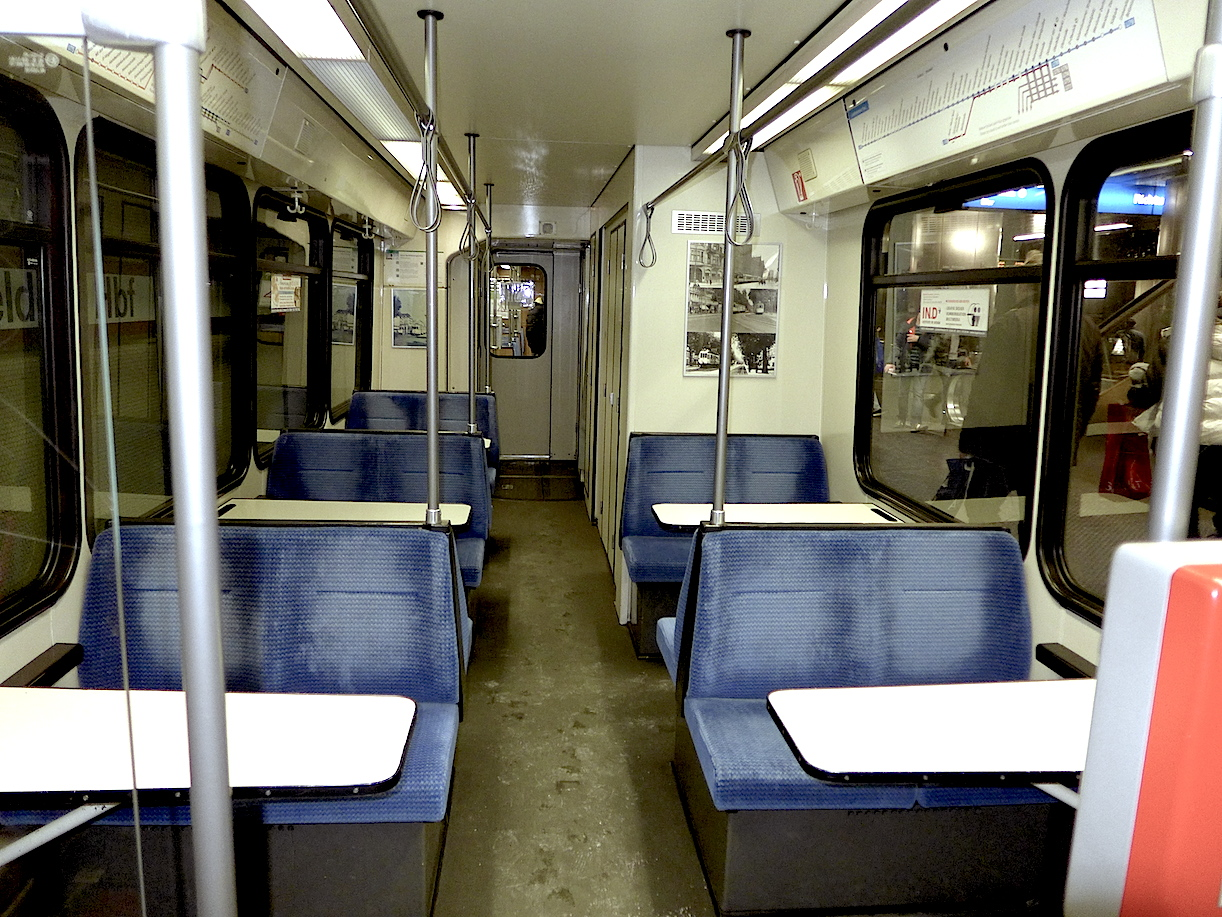
テーブル付きの座席

### デュイスブルク方面

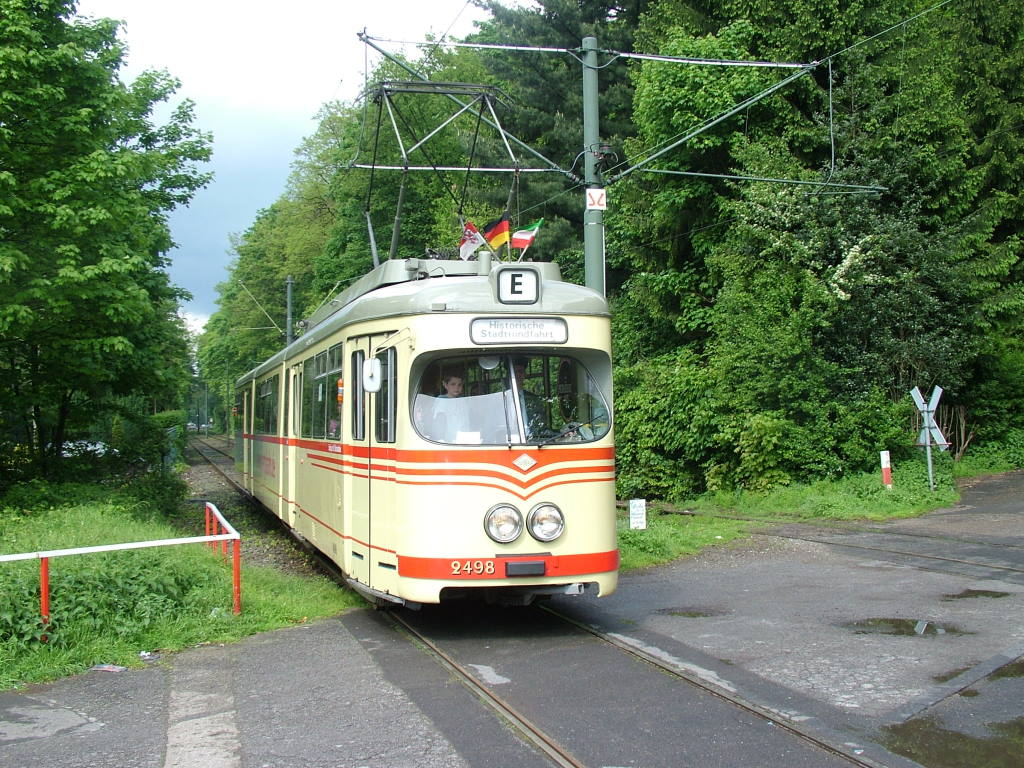
動態保存されている食堂車の2498（2005年撮影）

デュッセルドルフとデュイスブルクを結ぶDバーン（現：シュトゥットガルト・シュタットバーンU79号線）では、1937年に開催された見本市（Schaffendes Volk）に合わせ一時的に食堂車が運行された事があったが、本格的な営業運転が開始されたのは第二次世界大戦後の1949年だった。当初は戦前に作られた2両の付随車（Tw 57、58）が改造されたが、1960年以降は同路線を共同で運営するラインバーン（デュッセルドルフ）とデュイスブルク交通会社により、調理設備が設置された3車体連接車が投入された。車内では飲料から簡単な肉料理まで多様な飲食物が振舞われた。
その後も新たに増備された3車体連接車（GT8S形）の一部が食堂車として導入され、Dバーンがシュタットバーン化されU79号線と改められて以降も食堂車の営業は継続されたが、不規則なスケジュールや長時間の停車時間などダイヤ面の問題に加え採算も合わなくなった結果、運営事業者の撤退により1998年7月31日をもって廃止された。大半の車両は供食施設が撤去され一般車と同様の運用に就く事となったが、1960年製の1両（2498）については2020年現在でも供食設備を残す形で動態保存が行われており、イベント走行や各種の貸切運転に用いられている。
デュイスブルク交通ではこのDバーンに加え、デュイスブルク市内の9号線でも1965年7月から食堂車の運行を実施したものの、運行ダイヤや採算性の問題により1年にも満たない1966年2月に終了している。